# One Piece – Abenteuer auf der Spiralinsel!
One Piece – Abenteuer auf der Spiralinsel! ist der zweite Kinofilm zur Anime-Serie One Piece, der auf der gleichnamigen Manga-Serie des Mangaka Eiichirō Oda basiert. Der Film wurde in Japan von Toei Animation produziert.
Der Film wurde, mit dem ungefähr 5-minütigen Jackos Tanz-Karneval (ジャンゴのダンスカーニバル, Jango no Dansu Kānibaru) als Vorfilm, in Japan als Double Feature zusammen mit Digimon Adventure 02 – Diablomon no Gyakushū im Rahmen der Tōei Spring Anime Fair 2001 am 3. März 2001 in den Kinos gezeigt. Diese spielten zusammen etwa 3 Milliarden Yen ein.
Der Film wurde am 25. März 2011 zusammen mit dem Vorfilm in Deutschland durch Kazé Deutschland auf DVD veröffentlicht. Am 25. August 2012 wurde der Film im deutschen Fernsehen zum ersten Mal im Free-TV gezeigt.

## Handlung

### Vorfilm
Auf Mirror Island wird der alljährliche Tanzkarneval gefeiert, dem auch der Pirat Jacko beiwohnen möchte. Als er gerade in der Pirates' Bar auf der Theke tanzt, wird er von einem Marine-Kommandanten gesehen und soll verhaftet werden. Der Hypnotiseur beschließt seine Beine in die Hand zu nehmen und läuft vor dem Kommandanten und seinen Truppen weg. Auf seiner Flucht begegnet er den Strohhutpiraten, welche ebenfalls von einem der Soldaten wiedererkannt werden. Nun muss auch die fünfköpfige Crew vor der Marine flüchten. Dabei stürzen sie von einem Abhang und bringen die riesige Diskokugel, welche über der Insel herabhängt zum Schwingen.
Jacko nutzt seine Chance und hypnotisiert alle Menschen auf der Insel, sodass diese ohne Pause durch die Nacht tanzen. Durch das starke Schwingen fällt die Diskokugel auf die Insel herab und zerstört das Nachtzelt, das die Insel überthront.
Am nächsten Morgen finden sich Nami, Lysop, Zorro und Sanji auf ihrem Schiff wieder und treiben ohne Kraft auf dem Meer herum. Ruffy und Jacko tanzen währenddessen noch immer auf den Überresten der Diskokugel und wundern sich, dass sie als einzige noch hypnotisiert sind.

### Hauptfilm
Während die Strohhutbande sich am Strand erholt, wird ihr Schiff, die Flying Lamb, von unbekannten Dieben gestohlen. Die Crew mietet sich ein kleines Schwanenboot und versucht die Spur ihres verschwundenen Schiffes aufzunehmen. Doch unterwegs werden sie von den Brüdern Akisu und Bolodo gefangen genommen. Als die beiden herausfinden, dass Ruffy, Zorro, Nami, Lysop und Sanji keinerlei Schätze besitzen, freunden sie sich mit ihnen an und erzählen ihnen, dass die Flying Lamb wohl von der Trumpfpiratenbande gestohlen wurde.
Bolodo beschließt Ruffy und seine Freunde zur Spiralinsel zu führen, damit diese sich Bear King, dem Kapitän der Trumpfpiratenbande, stellen und ihr Schiff zurückholen können. Auf dem Weg dorthin werden sie von Honey Queen und Boo Jack, zwei Mitgliedern der Trumpfpiraten, angegriffen und müssen mit ansehen, wie Nami von den beiden entführt wird. Die Mannschaft beschließt, an ihrem Plan festzuhalten und nimmt wieder Kurs auf die Spiralinsel, um dort Nami und die Flying Lamb zu retten.
Währenddessen wird Bear King auf der Spiralinsel berichtet, dass seine ultimative Waffe fertiggestellt wurde und er nun damit der mächtigste Pirat auf allen Meeren sei. Zusätzlich bringen Boo Jack und Honey Queen die gekidnappte Nami zu Bear King, welcher von ihrer Schönheit so überwältigt ist, dass er sie heiraten möchte. Nami lehnt ab, da Bear King Ruffy besiegen müsste, bevor sie ihn heiraten würde.
Wenige Zeit später haben es nun auch die übrigen vier Strohhüte und die beiden Brüder auf die Spiralinsel geschafft und beschließen mit einem Zeppelin zur Burg weiter vorzudringen. Während ihres Flugs nach oben wird die Truppe erneut von Boo Jack und Honey Queen angegriffen, wobei Sanji schwer verletzt und entführt wird. Am Schloss angekommen werden sie von einer Armee von Piraten angegriffen, sie können diese aber ohne Probleme schlagen. Plötzlich taucht Skunk One auf der Bildfläche auf und entfesselt sein paralysierendes Gas. Ruffy, Zorro und Bolodo beginnen ihre Kräfte zu verlieren, doch Lysop sieht seine Chance seinen Mut zu beweisen und verstopft Skunk Ones Gasrohr mit seinem Mund und bekommt die volle Wucht seiner Attacke ab. Lysop wird von dem Trumpfpiraten gefangen genommen.
Im Schloss angekommen treten Ruffy und Co. in eine Falle und Bolodo gibt gegenüber den letzten beiden Strohhutpiraten zu, dass er und Akisu die Flying Lamb gestohlen haben, damit diese zur Spiralinsel kommen würden und die Trumpfpiraten von der Insel vertreiben würden, doch nun da er gesehen hat, dass die Crew keine Chance gegen die Trumpf Piraten hat, wird er sich selbst opfern und das ganze Schloss in die Luft jagen.
Nachdem Bolodo verschwunden ist, wird Zorro von Pin Joker angegriffen und entführt. Auch Akisu, welcher vor kurzem in Ohnmacht gefallen ist, erwacht wieder und beschließt Bolodo zu folgen. Allein in der Falle muss Ruffy mitanhören, wie Bolodo von Bear King verprügelt wird und gerät dadurch so in Rage, dass er es schafft, aus der Falle zu entkommen, und er stellt sich Bear King.
Ruffy scheint keine Chance gegen Bear King zu haben, da dieser von der Steinschlag-Teufelsfrucht gegessen hat und diese ihn unverwundbar gemacht hat. Plötzlich feuert der stark geschwächte Bolodo eine Kugel aus Bear Kings ultimativen Waffe ab und verfehlt den Kapitän knapp. Aus Rache feuert er einen Schuss auf Bolodo ab, doch die Kugel wird von Akisu abgefangen, welcher von der Wucht des Aufschlages aus dem Fenster katapultiert wird. Bolodo spring Akisu nach um ihn zu retten und Bear King sieht seine Chance Ruffy mit seiner Waffe zu töten. Doch er hat Ruffys Gummi-Teufelskräfte unterschätzt und so wird die Kugel auf Bear King zurück gelenkt. Ruffy schnappt sich seine Crew und flieht zur Flying Lamb, während die gesamte Insel in sich zusammenbricht.
Wenige Zeit später treffen die Strohhutpiraten wieder auf Bolodo und Akisu, welche den Fall aus dem Schloss und die Zerstörung der Insel überlebt haben, verabschieden sich von den beiden und nehmen wieder Kurs auf die Grand Line.

## Synchronisation
Die deutsche Synchronisation wurde vom Münchner Synchronstudios der PPA Film GmbH produziert. Das Dialogbuch wurde von Inez Günther geschrieben, welche ebenfalls die Synchronregie übernommen hatte.
| Rolle            | Japanischer Sprecher (Seiyū) | Deutscher Sprecher       |
| ---------------- | ---------------------------- | ------------------------ |
| Monkey D. Ruffy  | Mayumi Tanaka                | Daniel Schlauch          |
| Lorenor Zorro    | Kazuya Nakai                 | Philipp Brammer          |
| Nami             | Akemi Okamura                | Stephanie Kellner        |
| Lysop            | Kappei Yamaguchi             | Dirk Meyer               |
| Vinsmoke Sanji   | Hiroaki Hirata               | Hubertus von Lerchenfeld |
| Akisu            | Akiko Yajima                 | Gabrielle Pietermann     |
| Akisus Mutter    | Sumi Shimamoto               | Angela Wiederhut         |
| Akisus Vater     | Daisuke Gouri                | Torben Liebrecht         |
| Alte Schneiderin | Shizumi Niki                 | Inez Günther             |
| Bear King        | Tesshō Genda                 | Dieter Memel             |
| Boo Jack         | Isamu Tanonaka               | Jan Koester              |
| Bolodo           | Ken’yū Horiuchi              | Matthias Klie            |
| Danny            | Tetsu Inada                  | Paul Sedlmeir            |
| Denny            | Osamu Ryuutani               | Gerd Meyer               |
| Donny            | Hisayoshi Suganuma           | Niko Macoulis            |
| Honey Queen      | Megumi Hayashibara           | Ulla Wagener             |
| Jacko            | Wataru Takagi                | Paul Sedlmeir            |
| Kommandant       | Tetsu Inada                  | Frank Muth               |
| MC               | Mahito Ohba                  | Matti Klemm              |
| Pin Joker        | Hideyuki Tanaka              | Andreas Borcherding      |
| Skunk One        | Takeshi Aono                 | Paul Sedlmeir            |

## Musik
Die Filmmusik stammt von Kōhei Tanaka. Im Abspann wurden Ready! und Believe von Folder 5 verwendet.

## Trivia
- Danny, Denny und Donny, welche bereits im ersten One Piece Film als Teil von El Doragos Piratenbande eine Rolle spielten, haben auch in diesem Film wieder einen Auftritt, dieses Mal aber als Teil der Trumpf Piratenbande.
- Die fünf Mitglieder der Trumpfpiratenbande entsprechen den Motiven von Spielkarten:

- Bear King ≙ König
- Honey Queen ≙ Dame
- Boo Jack ≙ Bube
- Skunk One ≙ Die 1
- Pin Joker ≙ Joker

- In den Credits der deutschen DVD ist ein Fehler enthalten. Dort wird nämlich Ole Pfennig als Sprecher für Pin Joker gelistet. In Wahrheit ist dies jedoch Andreas Borcherding.